# Københavns Lufthavn
Københavns Lufthavn (z duń. Lotnisko Kopenhaga) – stacja kolejowa i metra znajdująca się pod terminalem 3 lotniska Kastrup, w Kopenhadze, w Danii. Stacja obsługuje każdego dnia około 20 000 osób (2007), co czyni ją trzecią najbardziej ruchliwą stacją Danii. Leży na Øresundsbanen pomiędzy Kopenhagą a Malmö centralstation, i jest obsługiwana przez Øresundstog jak i pociągi Intercity z Jutlandii oraz Sztokholmu.